# Chris Foy
Chris Foy (* 25. Januar 1983) ist ein australischer Schauspieler.
Seine bisher erfolgreichste Rolle war die des Matt Leyland in der ersten Staffel der Serie Blue Water High. Er hatte aber auch schon kleinere Rollen in Serien wie zum Beispiel in der Serie Home and Away. Auch hatte er eine Gastrolle in der Serie Dance Academy sowie in In Your Dreams.